# زبادة (جنس)
الزَّبادَة أو سِنَّور الزَّبَاد هو جنس من الثدييات في فصيلة الزباديات. يكثر في أنواعه التنمير والتخطيط.
تتميز أنواع جنس الزبادة خارجيًا عن الأجناس الأخرى من بنية القدم الأمامية: يحتوي الأصبعان الثالث والرابع على فصوص من الجلد، والتي تعمل أغمادًا واقية للمخالب القابلة للانكماش. وسادات القدم محاطة بالشعر. لديهم جمجمة طويلة وضيقة، وهي ذات خصر ضيق متوازي الجوانب تقريبًا وليس ضيقًا بشدة. العرف السهمي قوي باعتدال عند البالغين منهم. الدرز بين العظم الأمامي للقوس الوجني والفك العلوي أقصر بكثير من متوسط طول العظم الأنفي، وأكثر من نصف طول أسنان الخد، ومن العرض عبر لقمة القذالي . هذا العرض يتجاوز طول الطبلة السمعية المركبة. 

## الأنواع الحية
| اسم                         | توزيع                                                                                | صورة |
| --------------------------- | ------------------------------------------------------------------------------------ | ---- |
| الزباد الهندي الكبير        | المنحدرات الجنوبية لشرق الهيمالايا في نيبال وبوتان وشمال شرق الهند إلى جنوب شرق آسيا |      |
| زباد ملايو                  | سومطرة، جزيرة بانجكا، بُرنِيو، أرخبيل ريو -رِيَو، والفلبين                               |      |
| Malabar large-spotted civet | غاتس الغربية في الهند                                                                |      |
| Large-spotted civet         | ميانمار وتايلاند وماليزيا وكمبوديا ولاوس وفيتنام والصين                              |      |